# Die kleine Sklavin
Pour plus de détails, voir Fiche technique et Distribution.
Die kleine Sklavin (Pauvre gosse) est un film allemand de Luise et Jakob Fleck, sorti en 1928.

## Synopsis
Lilli est une enfant placée chez Paula Schmidt, qui a constamment subi des abus en plus de se sentir indésirable. Paula essaiera de se débarrasser d'elle à la première occasion afin qu'elle n'entrave pas ses liaisons amoureuses.

## Fiche technique
- Titre original : Die kleine Sklavin
- Titre français : Pauvre gosse
- Réalisation : Luise et Jakob Fleck
- Scénario : Heinz Goldberg (en) et Hans Rehfisch (en) d'après la pièce de Dietzenschmidt (de)
- Direction artistique : Erich Zander (en)
- Photographie : Eduard Hoesch (en)
- Pays de production : République de Weimar
- Format : Noir et blanc - 1,33:1 - Film muet
- Genre : comédie
- Durée : 80 minutes
- Date de sortie : 1928[Où ?]
- Date de sortie en France : 1930

## Distribution
- Grete Mosheim : Lilli
- Fritz Richard : Schmidt
- Trude Hesterberg : Meta Strippe
- Louis Ralph : Artisten-Franz
- Fred Louis Lerch : Robert Hartmann
- Walter Janssen : Richard Reimers
- Gina Manès : Norma